# 张苍
张苍（前252年或更早—前152年），阳武（今河南原阳縣城东南）人，秦末漢初之際的科学家、儒家、阴阳家，曾師從荀子。西汉學者、开国功臣，官至丞相，封北平侯，諡號文。

## 生平
年轻时师从战国时期儒学大师荀子，受《左传》，后仕秦为御史，负责管理图籍文书（因侍立于殿柱下，故称为柱下史），后因犯罪逃归故乡阳武，刘邦的军队经过阳武时，张苍投靠劉邦。
后来从攻南阳时，张苍有罪，被判斩首，适逢王陵路过，见张苍高大、白皙而俊美，向刘邦请求赦免其罪。张苍獲赦免后，从此对王陵感恩，父事王陵，几十年如一日。王陵死后，张苍拜相后，仍然每天坚持下朝后先去向王陵夫人问安，并侍候其吃饭才回家。
前206年，刘邦受封为汉王，张苍随从入汉中。后来常山王张耳归汉，刘邦任命张苍为常山太守，随从劉邦灭赵。赵地平定后，张苍獲任命为代之相，负责防备匈奴。不久又迁为赵相。张耳去世，张苍复相赵王张敖，不久再迁为代相防备匈奴。燕王臧荼反，张苍以代相从攻燕有功，封为北平侯，1200户。
张苍明于历法、术数，萧何为相国时，以列侯身份出任计相，为相国萧何的副手，驻于相府。淮南王黥布造反平定后，刘邦立子刘长为淮南王，张苍出任淮南相。汉高后七年，迁为御史大夫。高后八年，以周勃、陈平为首的功臣集团和朱虚侯刘章为首的刘氏皇族联合，发动政变，诛除诸吕。张苍亦参加，并与功臣列侯們一同擁立汉文帝。
汉文帝四年（前176年），丞相灌婴去世，张苍接任丞相。张苍为相十余年，汉文帝时鲁人公孙臣上书言「五德终始说」，称汉应当为「土德」，改服色。汉文帝下丞相议，张苍认为他說法有誤。不久见「黄龙」于成纪，于是汉文帝召公孙臣为博士，并草拟土德时曆制度，更元年。张苍由是自黜，称病谢免。与此同时，由于张苍推举的一个官员贪污，汉文帝借故责备张苍，张苍遂以老病正式辞职。
张苍免职后，已屆老年，口中無齒，以人奶為食，妻妾以百數，但凡曾經懷孕者則不再同房。孝景帝五年（前152年）去世，活了100多岁，谥文。

## 学术思想
张苍早年师从荀子，与其同学李斯、韩非不同，其为人博览群书，深通律曆，明于曆算，为战国秦汉时期阴阳家代表人物之一。汉初确定正朔律曆，张苍认为汉仍属「水德」，故而仍须以十月为岁首，服饰尚黑。其说为汉朝采纳，历法仍采用秦的《颛頊曆》。
汉朝建立后，张苍删补增订整理古代的数学著作《九章算术》。张苍另著《张苍》16篇，在《汉书·艺文志》视为阴阳家的代表作品。
张苍亦是汉初儒家的代表人物之一。与当时大多数儒家知识分子不同，张苍治《春秋左氏传》，属于西汉时期居于非主流派的古文经学，张苍以此授洛阳人贾谊。

## 延伸阅读
[在维基数据编辑]
 《史記/卷096》，出自司馬遷《史記》
 《漢書/卷042》，出自班固《漢書》